# Stratocumulus
Un stratocumulus (estratocúmulo) es una nube grande, de masas redondeadas, en grupos, alineadas, o en ondas. Su abreviatura es Sc.

## Descripción
Un estratocúmulos pertenece a un tipo de género de nubes que se caracterizan por ser grandes masas oscuras, redondeados, generalmente en grupos, líneas o en ondas, cuyo elementos individuales son más grandes que los de altocumulus, y todo el ser de menor altitud, por lo general por debajo de 2000 metros.

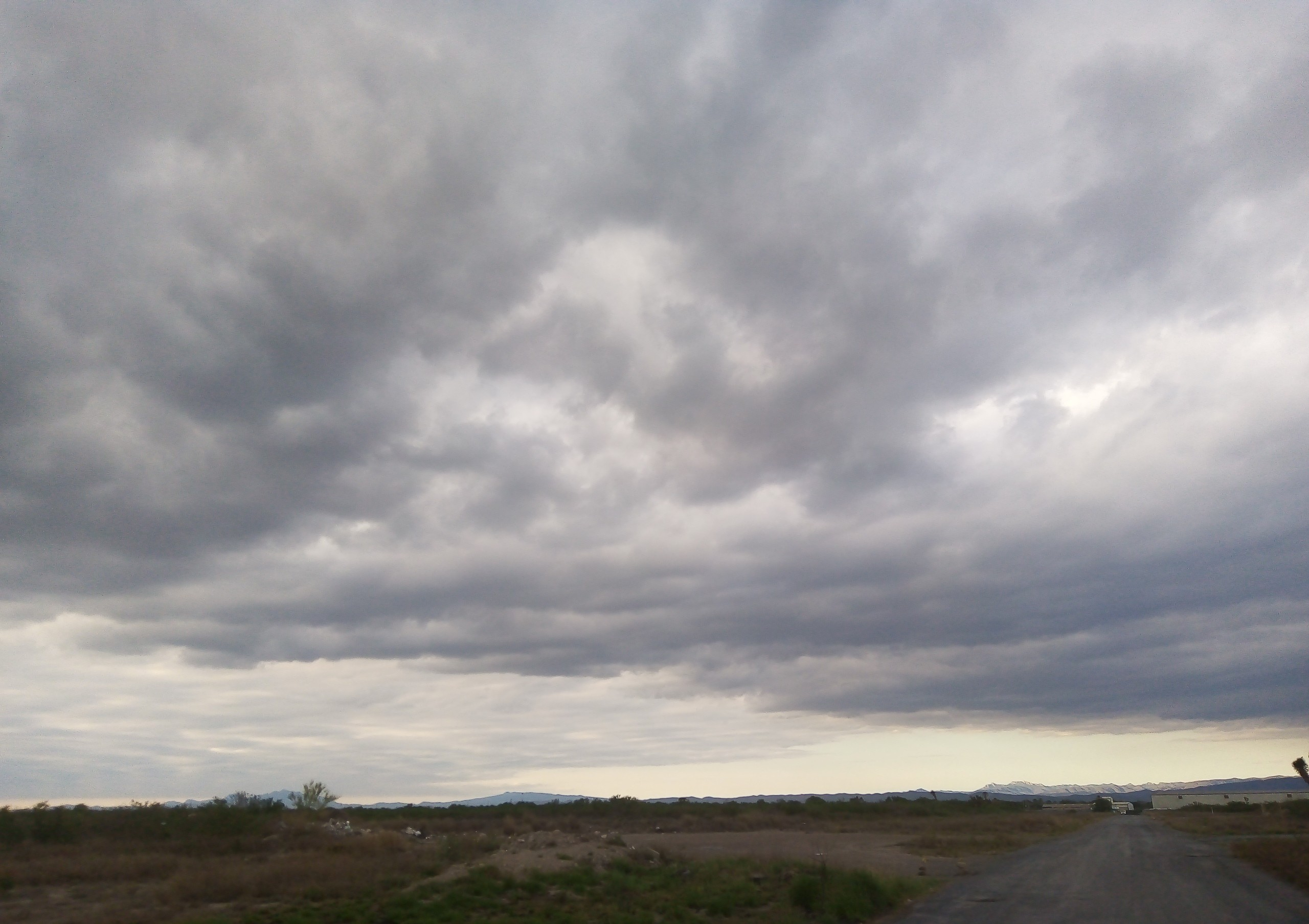
Nubes estratocumulos vistos desde tierra.

## Formación
Se crean de corrientes convectivas generando difusas capas de débiles nubes, debido al aire más seco y estable que está por encima, e impidiendo su desarrollo vertical. La convección es mantenida por el enfriamiento radiativo ocurriendo en la zona superior de la nube, y los flujos superficiales de calor y humedad.

## Tiempo al que se asocian
Generalmente los estratocúmulos no aportan precipitación o solamente lloviznas o neviscas. Sin embargo, esas nubes suelen anticipar a peor tiempo, indicando tormentas a futuro, o al menos un frente tormentoso.

## Apariencia

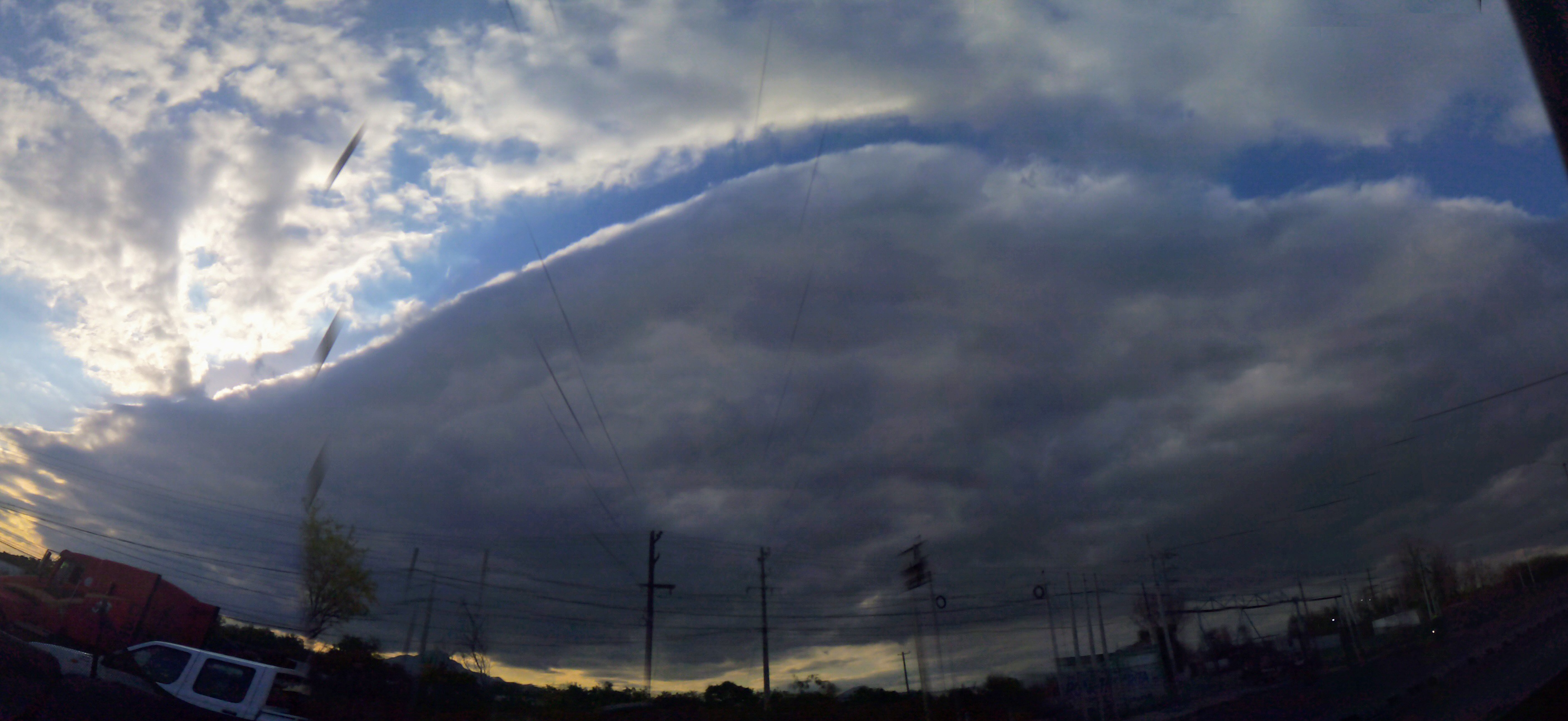
Panorámica de una nube estratocumulus stratiformis.

Son similares en apariencia a los altocúmulus y suelen confundirse. Una simple prueba los distingue al comparar el tamaño de las masas individuales o rollos: apuntando el índice en la dirección de la nube, si ella es como el tamaño del pulgar, es un altocúmulo; si es como toda la mano, es un estratocumulo.

## Tipos
- Stratocumulus Stratiformis: son amplias hojas planas, pero ligeramente grumos que demuestran solo una mínima actividad convectiva.

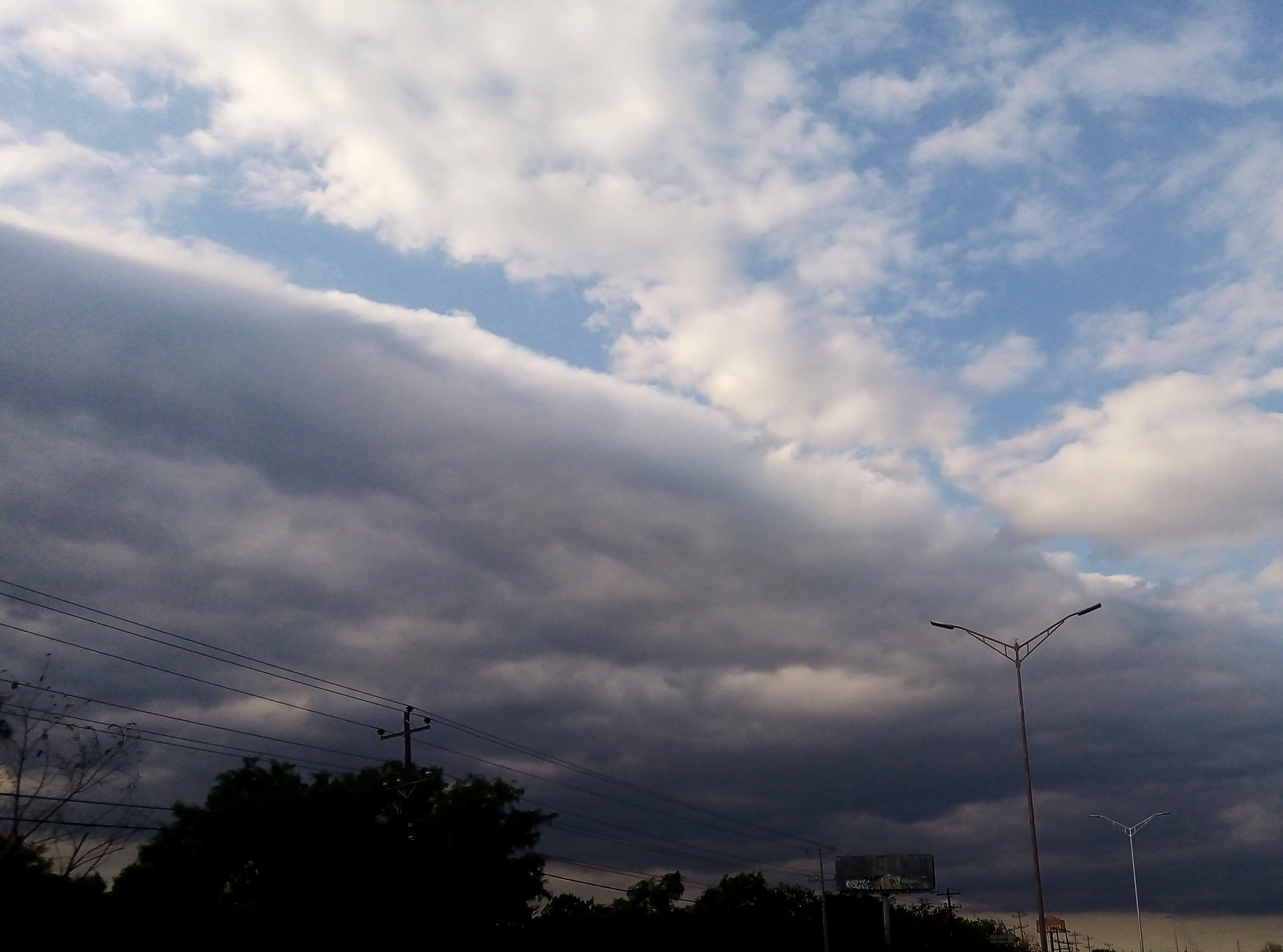
Una hoja plana de nubes estratocumulos

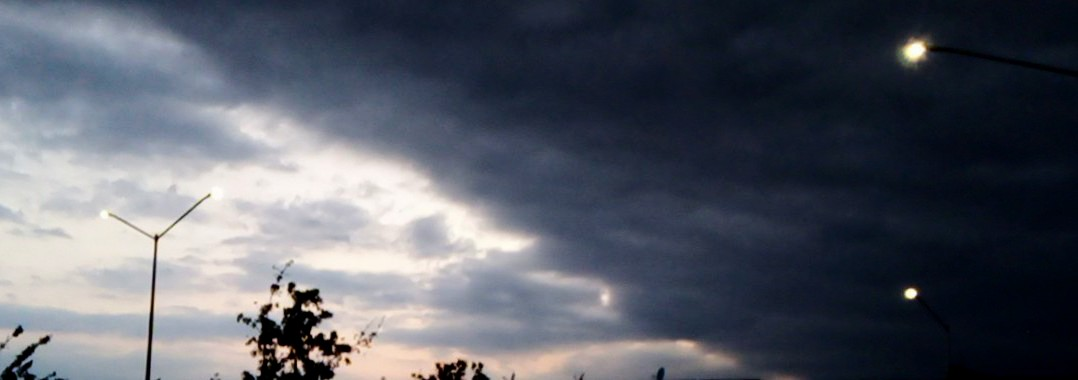
Una nube estratocumulus desde un ángulo diferente.

- Stratocumulus Lenticularis: son nubes en forma de semillas alargadas planas y separadas. Son típicos de los países polares o climas más cálidos durante las temporadas de invierno. También puede ser formados por vientos pasando por colinas o montañas, como viento de Foehn, y en este caso pueden ser muy regulares en forma.

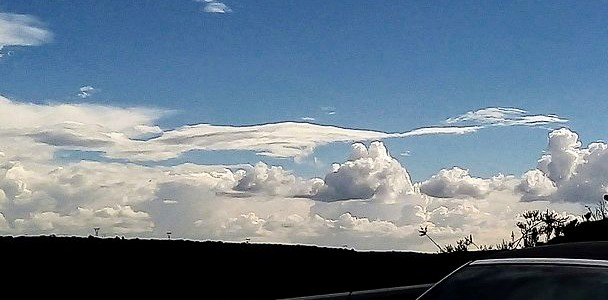
Stratocumulus lenticularis

- Stratocumulus Castellanus: tiene fuerte actividad convectiva debido a la presencia de aires cada vez más inestables. Ellos son distintos de otros estratocúmulos por hinchadas formaciones torre similar a la cima de la capa de nubes. [2] Lucen como cumulus congestus, pero puede ser fácilmente confundidos: "Torres" de cumulus congestus crecen por encima de nubes separadas, mientras que en el caso de stratocumulus castellanus siempre define más o menos las capa de nubes. Castellanus estratocúmulos pueden convertirse en cúmulos congestus (y aún más en cumulonimbus) en condiciones favorables.

## Otras clasificaciones

### Por opacidad
- Stratocumulus Opacus: son una capa oscura cubriendo el cielo completo, aunque con una textura heterogénea. En este caso podría haber precipitación ligera. Si la capa se vuelve gris al punto de no poder percibir una textura, stratocumulus se convierten en stratus.
- Stratocumulus Perlucidus: son una capa con pequeños espacios que aparecen en patrones irregulares por donde puede verse el cielo o nubes más altas.
- Stratocumulus Translucidus: son grupos separados de Stratocumulus, con el cielo o nubes más altas visibles entre ellas.[2]

### Por patrones
- Stratocumulus Undulatus: parecen ondas casi paralelas, nubes elongadas que parecen rollos o cilindros, sin mucho desarrollo vertical y se mueven de manera perpendicular al viento.[2]
- Stratocumulus Radiatus: parecidas a las stratocumulus undulatus, pero se mueven paralelo al viento.
- Stratocumulus Duplicatus: tienen dos o más capas, común en nubes o especies lenticulares.
- Stratocumulus Lacunosus: muy poco comunes, ocurren donde hay fuertes corrientes verticales descendentes que atraviesan la nube stratocumulus.

### Características complementarias
- Stratocumulus Mamma: es un tipo de Nube mastodóntica.[3]
- Stratocumulus Asperitas: característica poco común y de reciente reconocimiento, son ondulaciones caóticas que aparecen en la base de nubes stratocumulus. Se cree que son causadas por fuerte Cizalladura.
- Stratocumulus Fluctus: es otra característica poco común y de reciente reconocimiento, donde "olas de mar" de poca duración aparecen en la parte superior de una nube stratocumulus. Son causadas por cambios en la velocidad y dirección del viento bajo y sobre el tope de la nube.

### Características complementarias de precipitación
- Stratocumulus Virga: es una forma de precipitación que se evapora antes de llegar a la superficie.
- Stratocumulus Praecipitatio: es una forma de precipitación que alcanza la superficie en forma de lluvia ligera o nieve.

### Nubes madre
- Stratocumulus Cumulomutatus: se pueden forman en la tarde, a medida que las corrientes convectivas ascendentes se debilitan y causan que nubes Cúmulus pierdan su desarrollo vertical, expandiéndose horizontalmente. También pueden ocurrir bajo nubes Altostratus antes de un frente cálido u ocluido.
- Stratocumulus Cumulogenitus: aparecen de nubes cúmulus o cumulonimbus, interrumpidas por una disminuida convección. En su formación, las esponjosas protuberancias superiores de las nubes cumulus pueden mantenerse arriba por un largo tiempo antes de desarrollarse horizontalmente. Stratocumulus cumulogenitus aparecen como largas capas o como grupos de nubes con forma ondulada o de rollo.

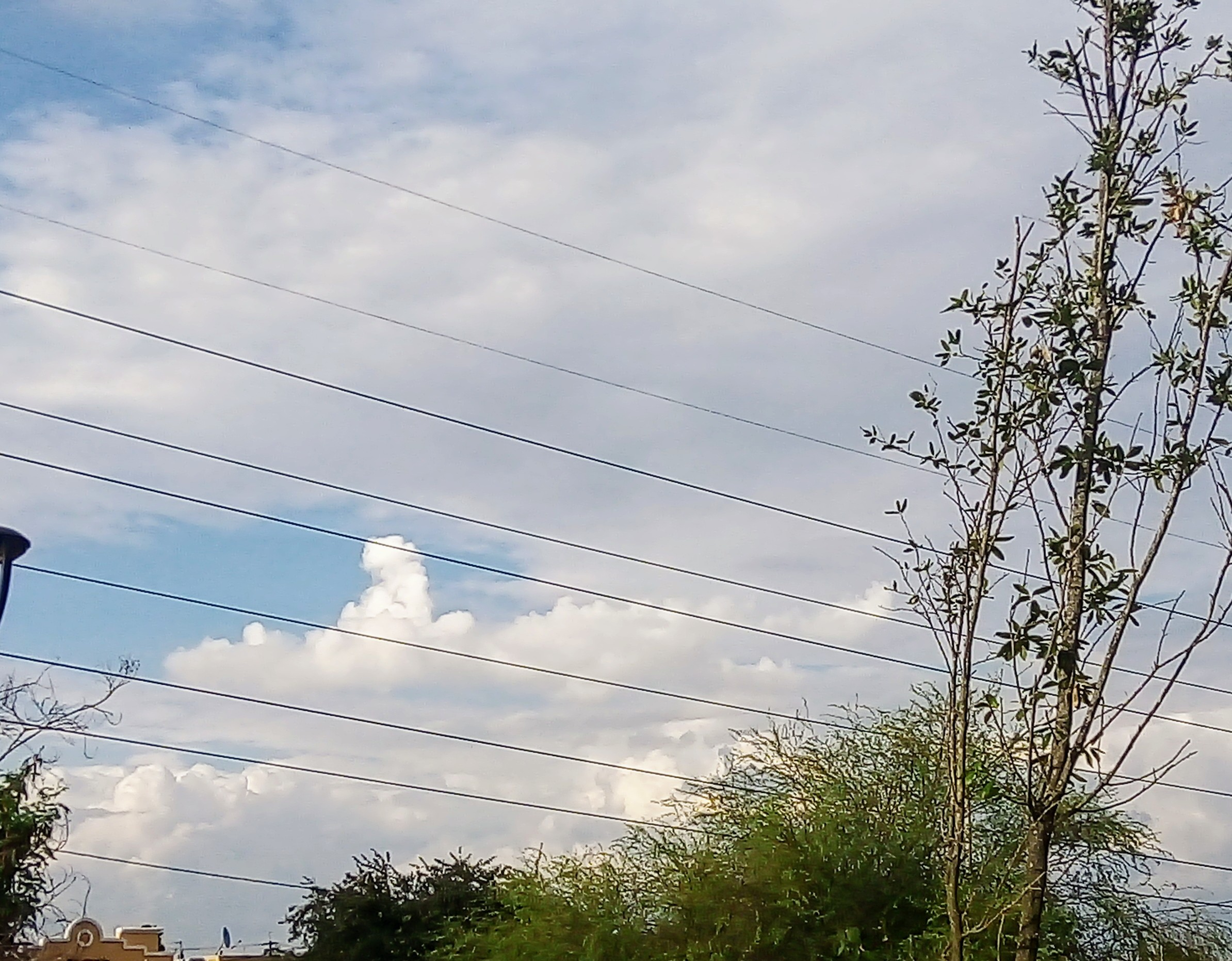
Stratocumulus castellanus

## Galería

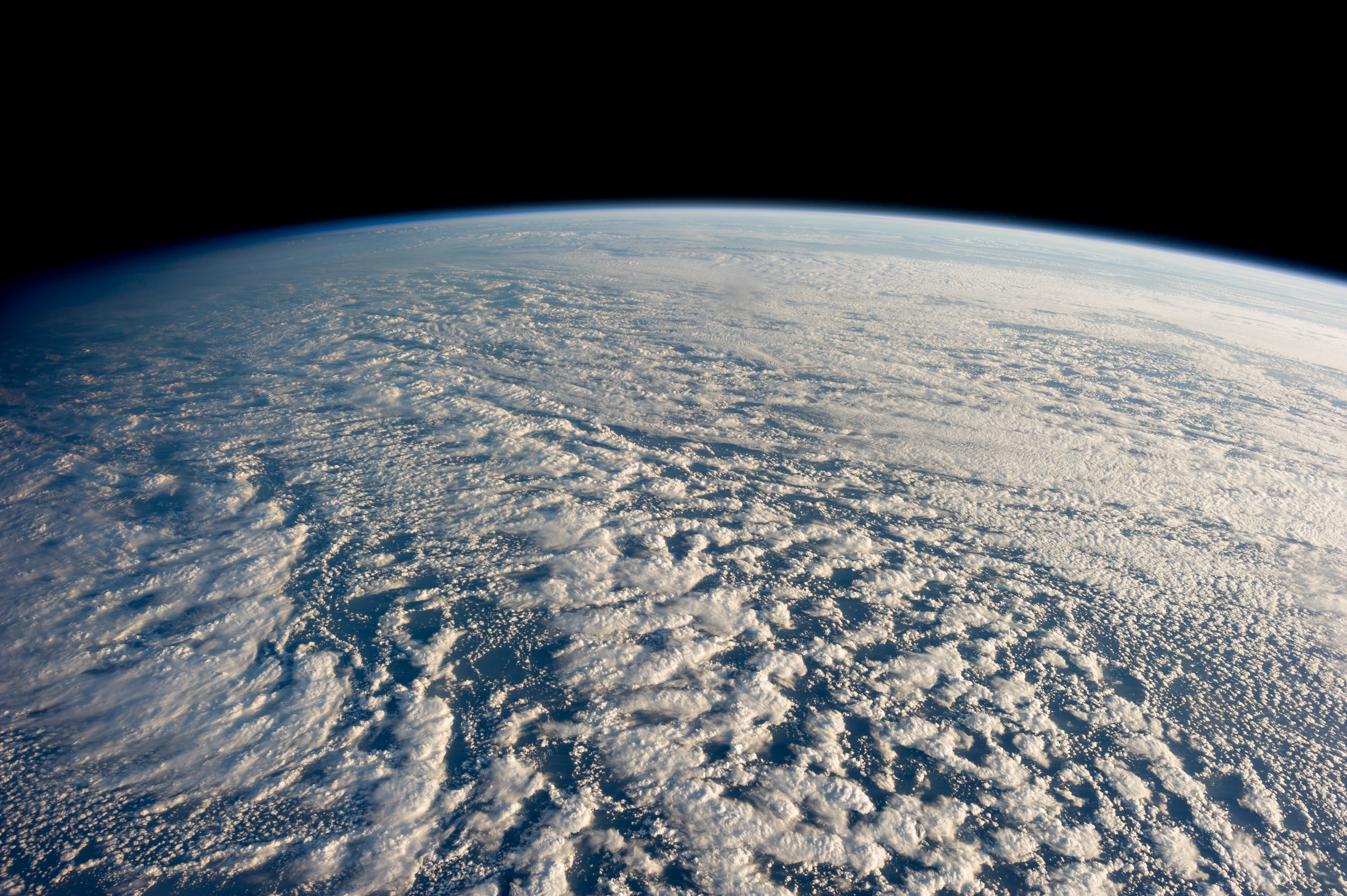
Nubes estratocúmulos sobre el Pacífico, visto desde la órbita.
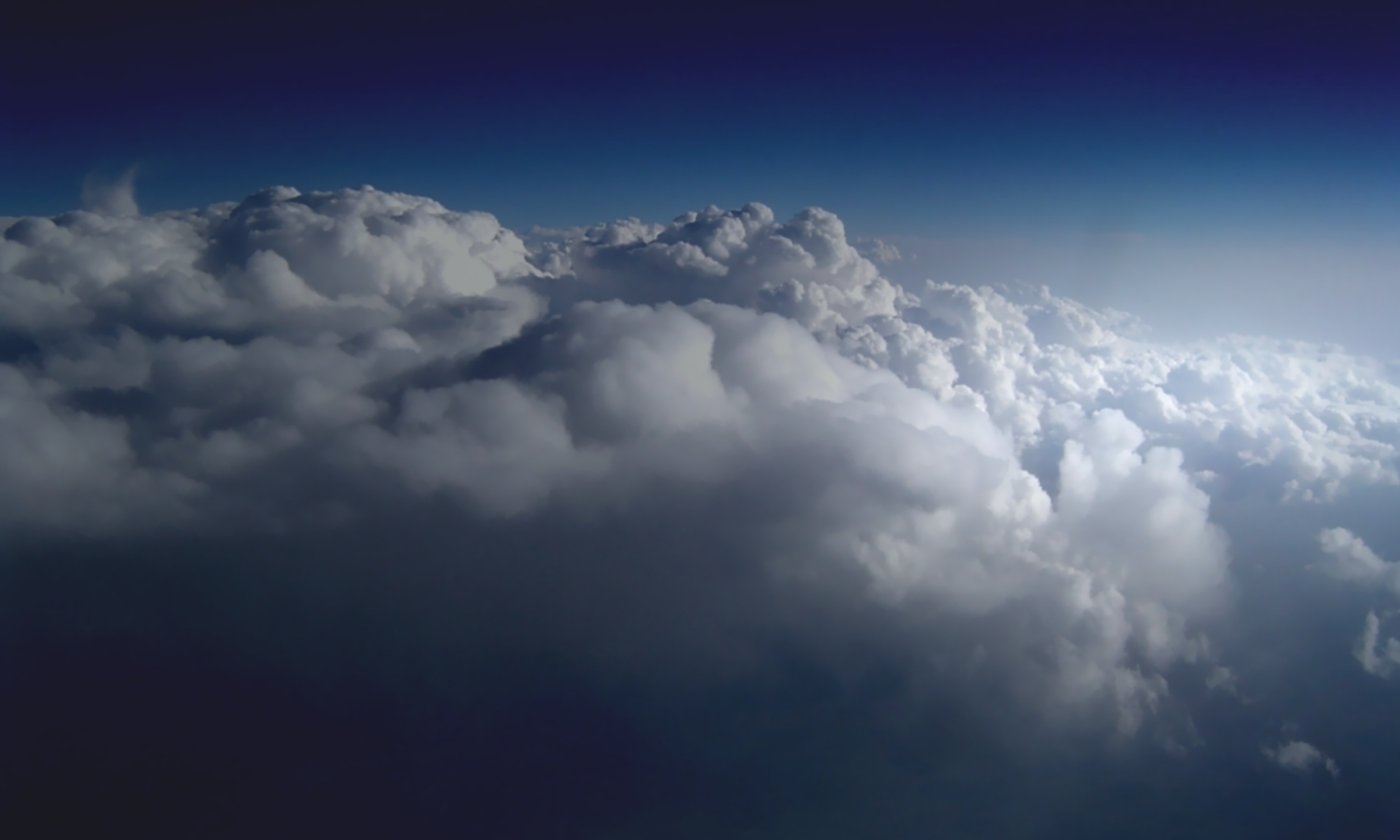
Fotografía aérea de nubes Stratocumulus perlucidus.
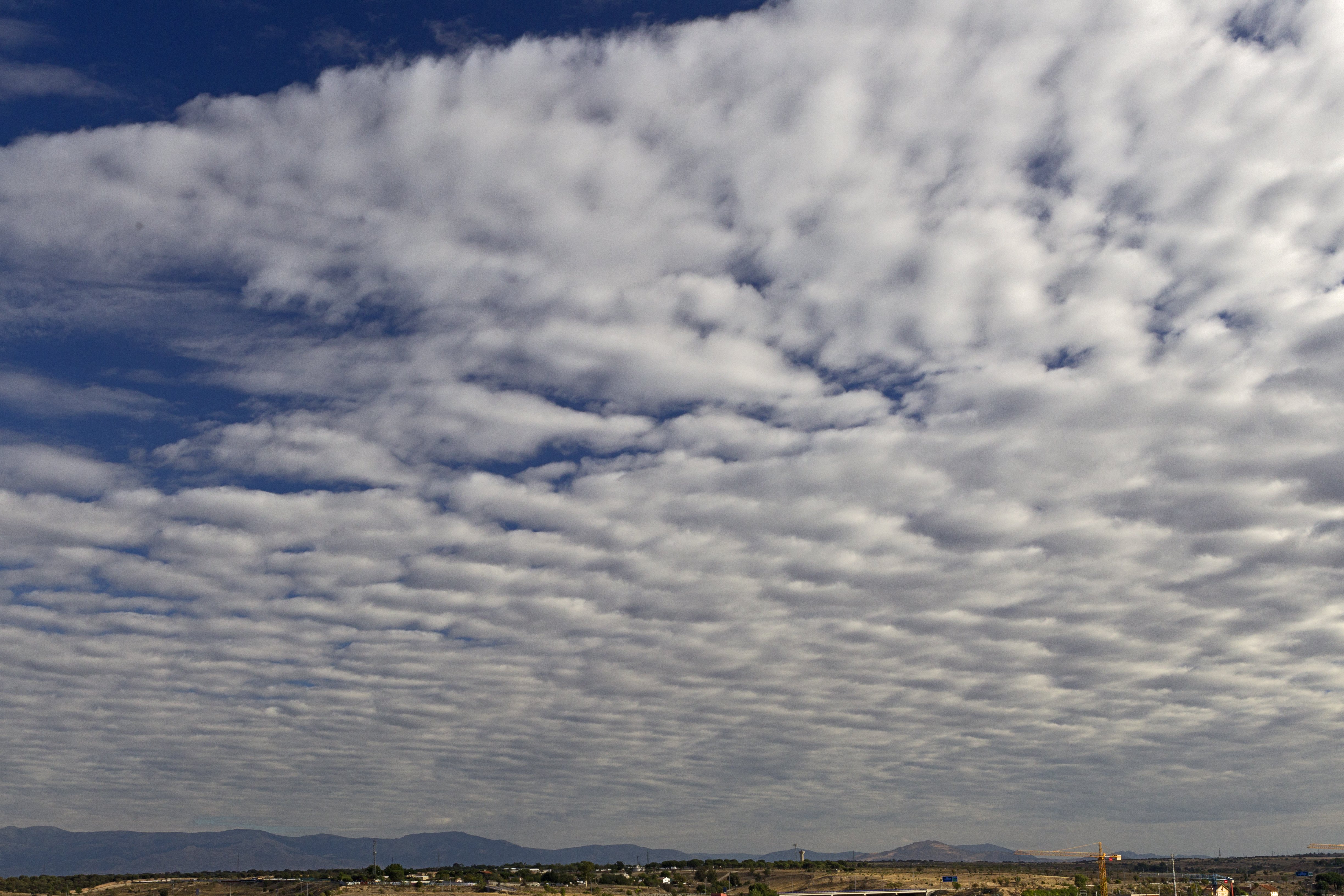
Nubes Stratocumulus.
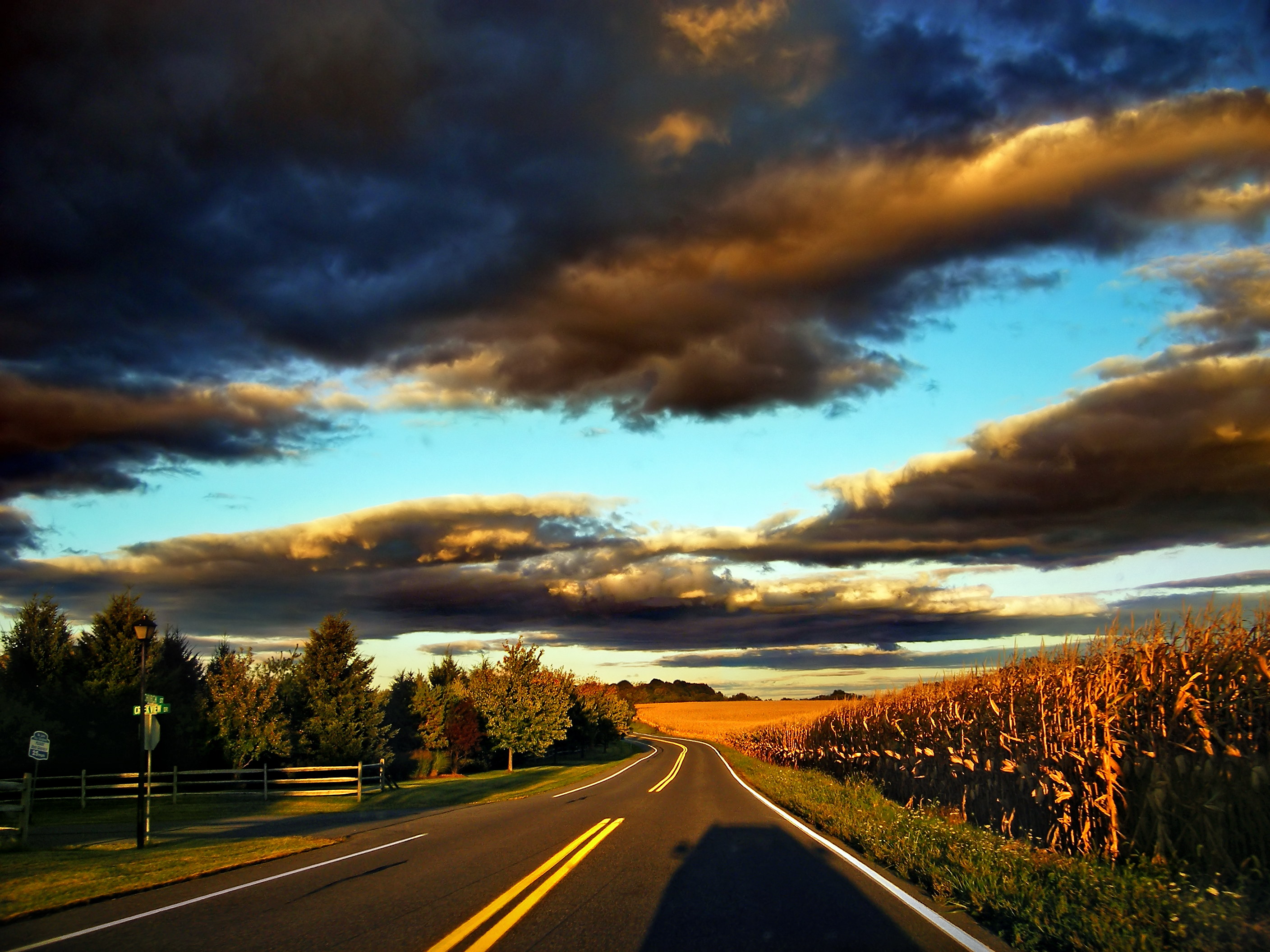
Opacus estratocúmulos stratiformis en Pennsylvania.
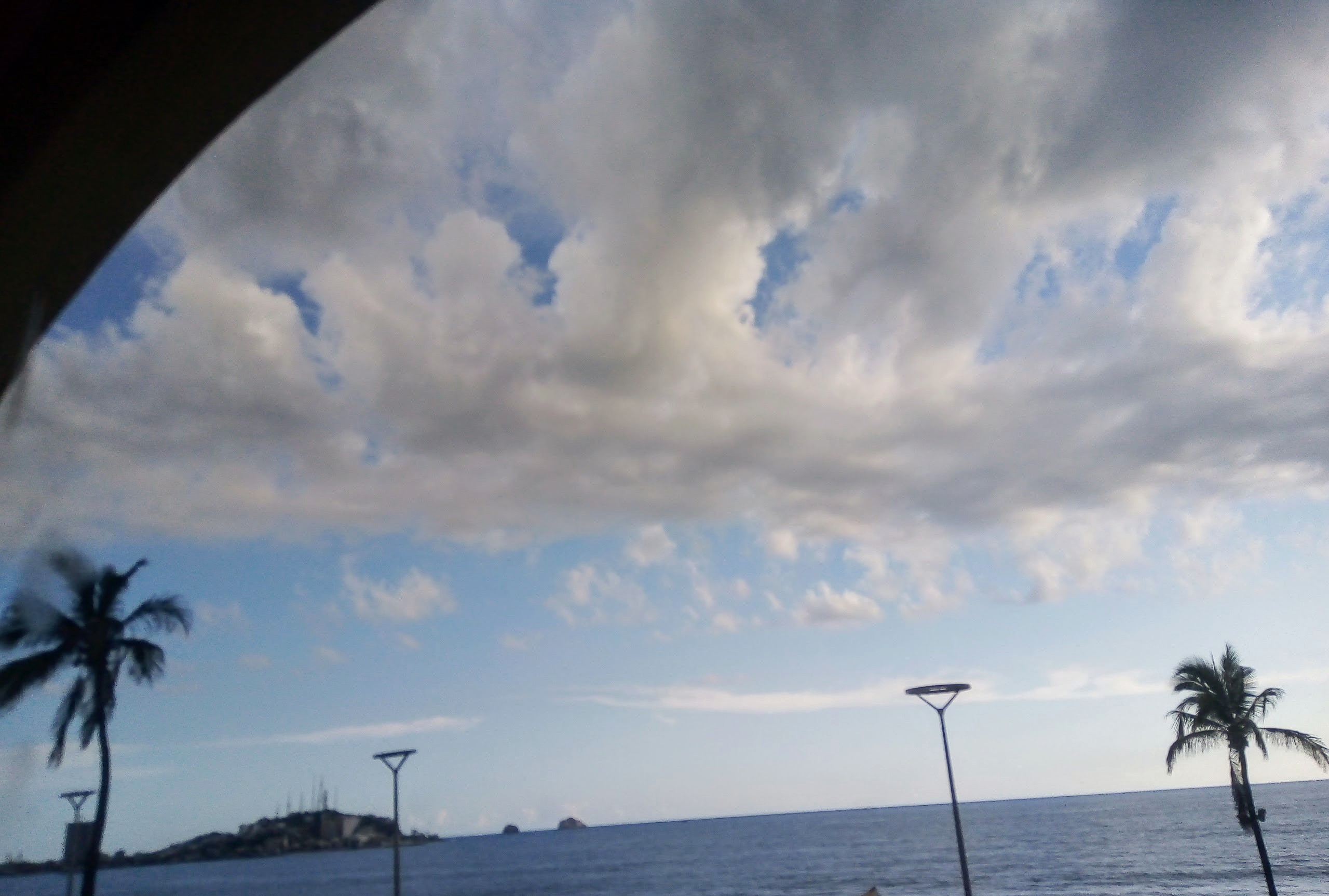
Stratocumulus castellanus con stratocumulus floccus debajo de la base de la nube